# Venera in Kupid s satirom (Correggio)
Venera in Kupid s satirom (med ok. 1524 in 1528) ali Antiopa je slika italijanskega umetnika visoke renesanse Antonia da Correggia. Zdaj je v muzeju Louvre v Parizu.

## Ozadje
Je najstarejše Correggiovo platno z mitološko tematiko, ki je verjetno navdihnilo znamenito serijo Jupitrovih ljubezni.
Tako kot Kupidovo vzgojo je Guido Rebecchini najzgodnejši znani izvor za to platno izsledil v inventarju mantuanskega grofa Nicole Maffeija iz poznega 16. stoletja. Zelo verjetno je eden od članov družine Maffei naročil dve sliki, ki sta nato v 17. stoletju prispeli v zbirko družine Gonzaga, s katero so bili Maffei sorodniki. Pravzaprav se je sin grofa Nicholasa Maffeija, grof Frederick Maffei, poročil z Isabel, hčerko kardinala Ercola Gonzage.
Leta 1628 je slika zapustila Italijo in vstopila v zbirke Karla I. Angleškega. Po različnih peripetijah je prešla v zbirko Mazarinovih in nato kralju Ludviku XIV. ter kasneje na sedanjo lokacijo.
Slika je doživela velik uspeh, preučevala sta jo Taddeo in Federico Zuccari in imela je čast, da se je pojavila v idealni galeriji Apela, ki jo je naslikal Willem van Haecht.
Obstaja pripravljalna risba z rdečim svinčnikom za figuro speče Venere, ki kaže, da je Correggio to figuro preučeval iz življenja.

## Opis
Venera in njen sin, utelešenja erotike, sta zaspala popolnoma gola – bila sta sicer pokrita z veliko modro draperijo, ki pa jo satir (ali morda Pan) tiho odkrije.
Tema je bila precej pogosta v šestnajstem stoletju, verjetno izhaja iz opisa reliefa, ki je krasil vodnjak v Hypnerotomachia Poliphili Francesca Colonne in iz gravure, ki je spremljala to besedilo.
Nedvomno lascivno vzdušje bi nas vabilo k branju prizora kot alegorije pramoči narave in užitkov telesne ljubezni. Zdi se, da je ideja o vse prežemajoči zemeljski sili glavna tema slike. Pravzaprav se izpod rjuhe, na kateri ležita Venera in Kupid, pojavi prižgana bakla, katere plameni so usmerjeni navzgor: simbol ljubezni, ki ni izginila in je zelo strašljiva. Koža velikega leva, na kateri spita Venera in Kupid, morda predstavlja - nasprotno - abstrakten koncept zmerne trdnjave, tudi zato, ker so puščice nevarnega tulca nepremične, lok pa dobro varuje mati boginja.
In če je Vzgoja ljubezni svetlo boginjo označevala kot nosilko visokih pozitivnih čustev (Venera Celeste), je to bočno platno - kot bistvena izpolnitev povsem renesančne kulture, ki jo je Maffei v celoti izkusil - posvečeno pojavu erosa kot univerzalni dar, ki ga prav tako ponuja Venus Pandemia, torej božanska moč, ki nikogar ne pozabi.
V primerjavi z možnimi modeli slika iz Louvra izstopa po tem, da je hkrati manj vulgarna in bolj zapeljiva. Čutnost speče Venere poveča obokana drža njenega telesa, na katerem odmeva topla svetloba somraka, a prisotnost klenega Kupida, ki spokojno počiva ob njej in se dotika njenega stegna, ter sladek izraz satir-deček, ki vohuni na prizorišču, naredijo podobo veliko bolj svežo in slajšo od podobnih del, ki jih je morda poznal Correggio.
V maniri zrelega Correggia je kompozicija navidezno enostavna, v resnici pa skrajno zapletena, neprekinjeno domiselna na diagonalah, predskrajšanjih in navzkrižjih (upoštevajte kljukaste zavoje krakov) in naravnana na vizijo od zgoraj, tj. od satira.
Slika je bila verjetno povezana s Correggievo Venero z Merkurjem in Kupidom (Šola ljubezni), ki je zdaj v londonski Narodni galeriji. To ali njeno kopijo je mogoče videti na  Willema van Haechta sliki Galerija Cornelisa van der Geesta iz leta 1628.
- Galerija Cornelisa van der Geesta, Haecht, prikazuje to sliko na desni steni.